# مقهى الحيوانات
مقهى الحيوانات, المعروف أيضًا باسم مقهى الحيوانات الأليفة, هو مكان يمكن للناس فيه رؤية حيوانات مختلفة والتفاعل معها مثل القطط أو الكلاب أو الأرانب أو البوم أو الأغنام أثناء الاستمتاع بالطعام والمشروبات. تم إنشاء أول مقهى للحيوانات في تايوان عام 1998. كان مفهوم هذا المقهى قطة تحظى بشعبية كبيرة ومألوفة. منذ إنشاء مقهى القطط, ظهر عدد من المقاهي لمختلف الحيوانات.

## تاريخ
تم إنشاء أول مقهى للحيوانات في تايوان في عام 1998 والذي يحمل مفهوم القطة. على الرغم من أن مقاهي الحيوانات نشأت في تايوان, إلا أنها كانت شائعة في البداية في اليابان. زار سائح ياباني تايوان واكتشف إمكانات مقهى الحيوانات. ثم عاد إلى اليابان وأنشأ أول مقهى للحيوانات في أوساكا عام 2004. في الوقت الحاضر, تُعرف اليابان بأنها الدولة التي بها أكبر عدد من مقاهي الحيوانات في العالم. على الرغم من وجود بعض الدول في أوروبا وأمريكا التي لديها أيضًا مقاهي للحيوانات مثل إسبانيا وألمانيا وفرنسا والولايات المتحدة وأستراليا. في المملكة المتحدة وما إلى ذلك, لا تزال مقاهي الحيوانات أكثر شهرة في البلدان الآسيوية حتى الآن. عندما تم إنشاء مقهى الحيوانات لأول مرة في تايوان واليابان, كان مخصصًا بشكل أساسي للأشخاص الذين يرغبون فقط في قضاء الوقت مع الحيوانات. ومع ذلك, هناك أيضًا العديد من مقاهي الحيوانات للحيوانات المهجورة أو المفقودة هذه الأيام أيضًا. تُستخدم مقاهي الحيوانات هذه كوسيلة لمساعدة هذه الحيوانات المهجورة أو المفقودة من خلال تزويدها ليس فقط بالمنزل والطعام ولكن أيضًا بفرصة تبنيها من قبل عملاء المقهى.

## أنواع
نظرًا لأن الأفراد يفضلون الحيوانات المختلفة, فهناك عدد من مقاهي الحيوانات المختلفة في العالم.

### مقهى القطط

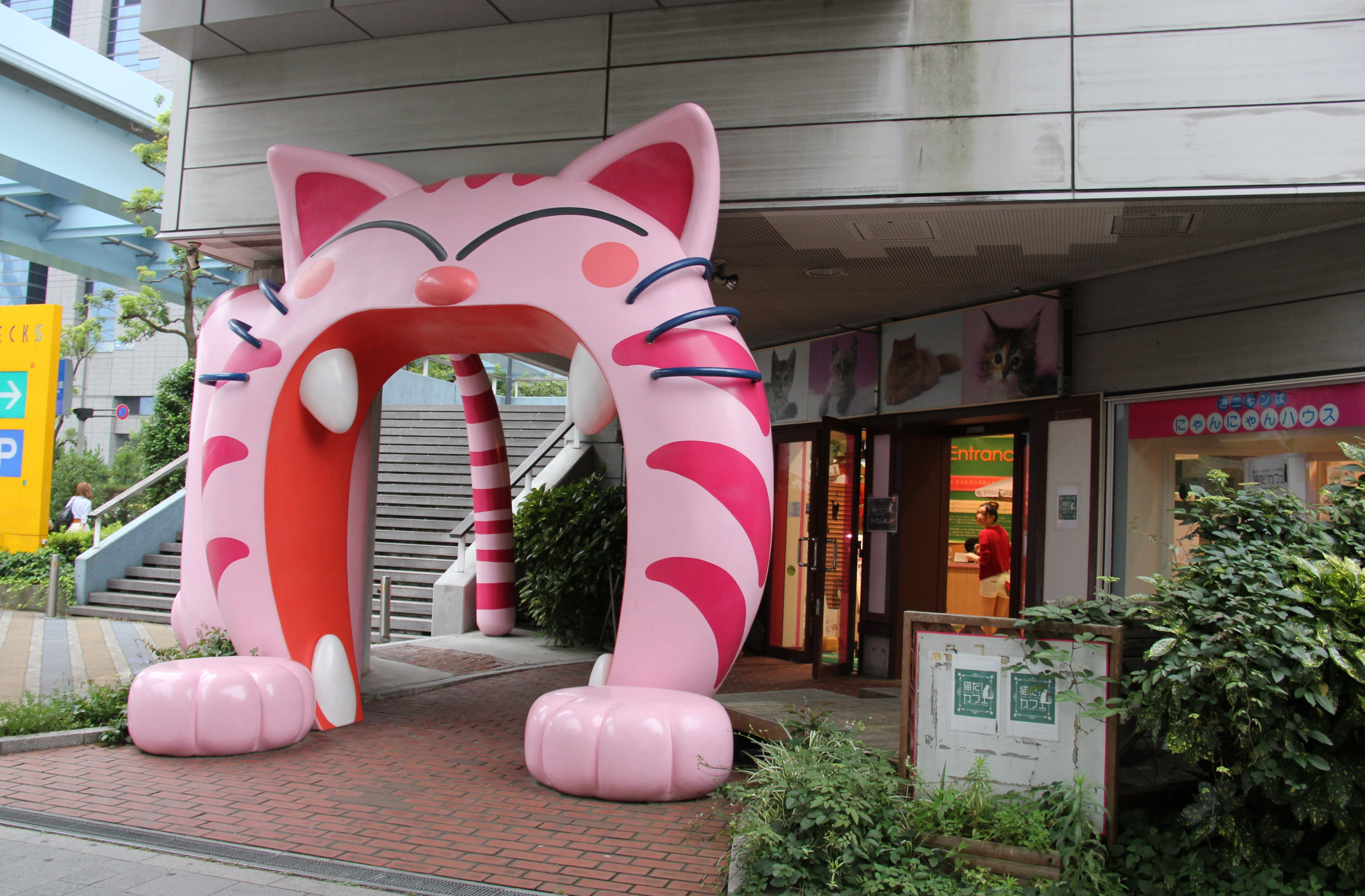
Laika ac Cat Cafe

نظرًا لحقيقة أن أول مقهى للحيوانات كان مقهى للقطط في تايوان, فإن مقهى القطط هو أحد أكثر مقاهي الحيوانات شيوعًا. يشبه مقهى القطط مقهى الحيوانات الأساسي الذي يمكن العثور عليه بسهولة خاصة في الدول الآسيوية مثل كوريا الجنوبية وتايوان واليابان. يمكن العثور على عدد من أنواع القطط المختلفة في مقهى القطط. عادة ما يفصل بين منطقة اللعب حيث يمكن للناس اللعب مع القطط والمنطقة العادية حيث يشرب الناس ويأكلون الطعام بدون قطط.
تخلق بعض مقاهي القطط تفاعلًا جيدًا بين القطط والبشر. بعض مقاهي القطط تعتني وتطعم القطط الضالة أو التي هجرها الناس. توفر مقاهي القطط لتلك القطط المنزل والطعام والمودة. أيضًا, يمكن أن يكون العملاء الذين يزورون مقهى القطط بانتظام ويهتمون بتربية القطط من المتبنين المحتملين للقطط. يحاول موظفو مقهى القطط العثور على متبنٍ مثالي للقطط.

### مقهى الكلاب

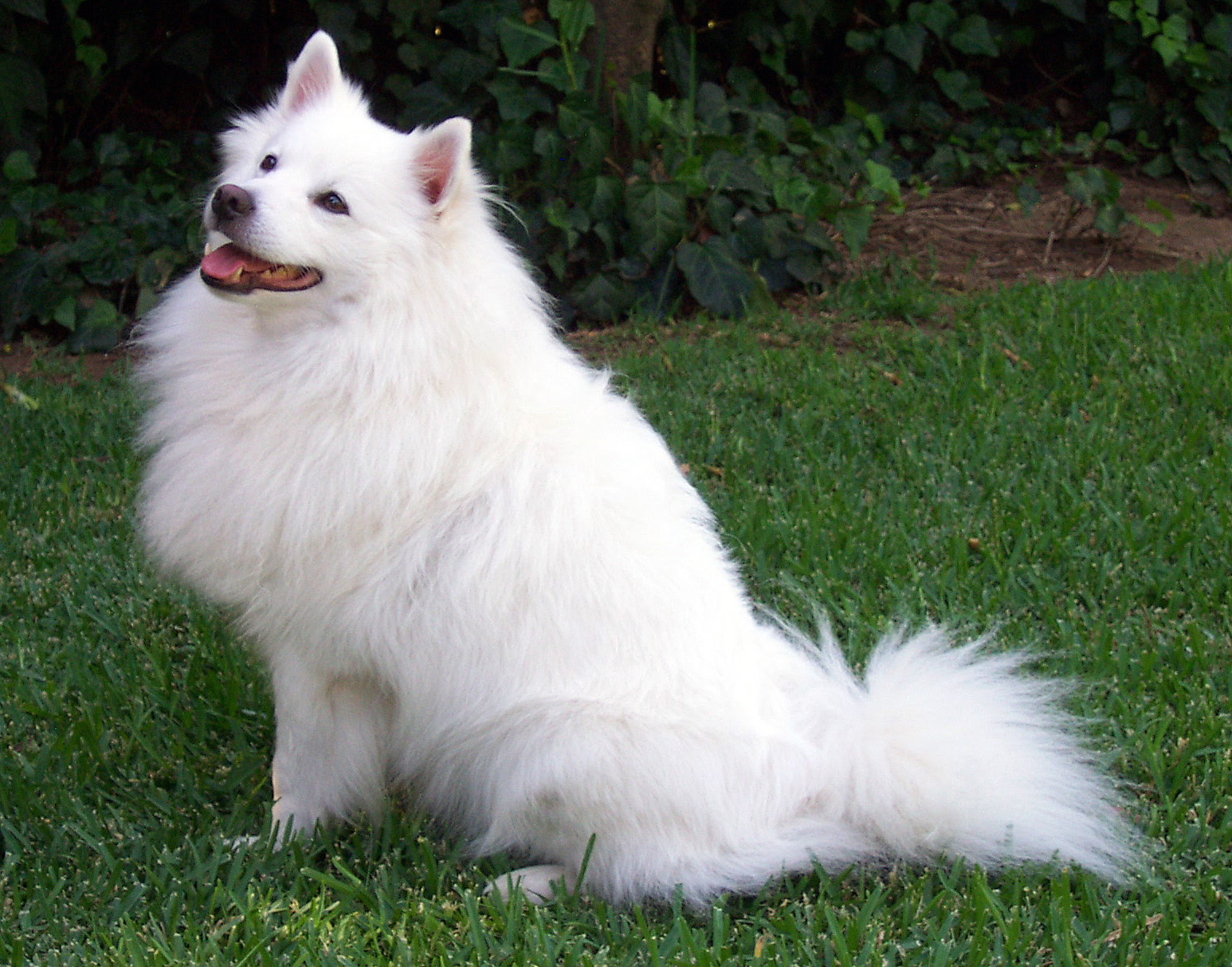
كلب الأسكيمو الأمريكي

مقهى الكلاب هو مقهى حيوانات شائع جدًا يمكن العثور عليه بسهولة. سيستمتع الأشخاص الذين يحبون الكلاب بوقتهم مع عدد من أنواع الكلاب المختلفة في مقهى الكلاب. يعتبر مقهى الكلاب أكثر نشاطًا وصخبًا ومليئًا بالحركة مقارنة بمقهى القطط نظرًا لخصائص الكلاب.
مثل مقهى القطط, يوفر مقهى الكلاب أيضًا نظام اعتماد للعملاء الذين لديهم القدرة على تربيتهم. يمكن اعتبار مقهى الكلاب ملاذًا يوفر تجربة جيدة للعملاء لإجراء اتصال مع الكلاب المهجورة, وربما يتبنون الكلاب.
يوجد مقهى للكلاب في لوس أنجلوس يهدف إلى إيجاد المنزل المثالي لإيواء الكلاب. يستمتع العملاء بالوقت مع الكلاب, وربما يصبحون مالكًا جديدًا لكلاب المأوى.

### مقهى الراكون

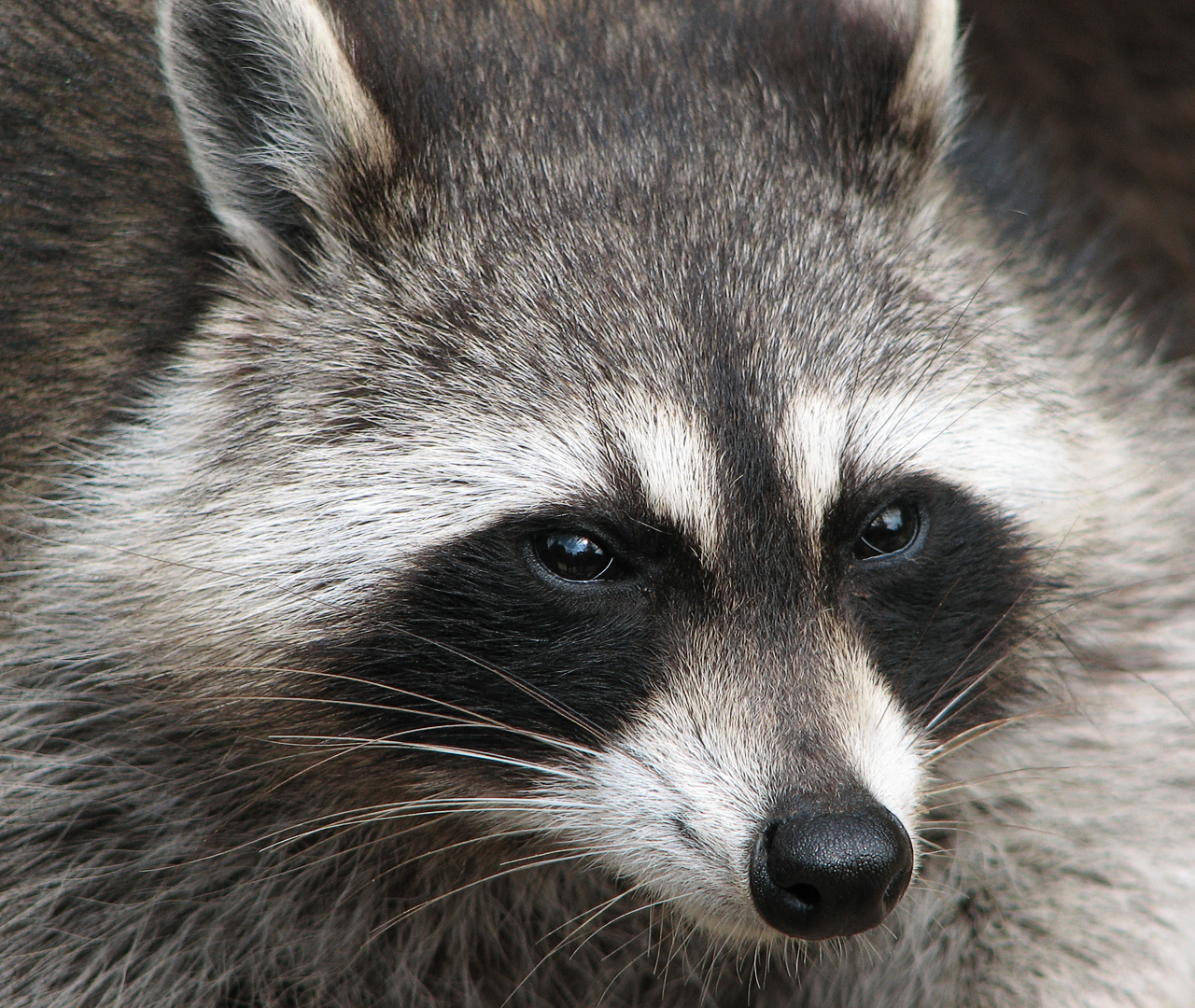
راكون

شكل أكثر غرابة من مقهى الحيوانات هو مقهى الراكون. يوجد مقهى للراكون في كوريا الجنوبية حيث يمكن للناس أن يلعبوا مع حيوانات الراكون بينما يشربون ويأكلون الطعام. نظرًا لأن هذا المقهى مقسم إلى غرفتين, يمكن للناس اختيار اللعب مع الراكون أو مجرد الاستمتاع بالطعام والمشروبات. لأن الراكون لها مخالب وأسنان حادة, هناك تحذير من أن المقهى غير مسؤول عن أي ضرر من حيوانات الراكون.

### مقهى القنفذ
في عام 2016, تم افتتاح مقهى القنافذ في طوكيو لأول مرة في العالم. بسبب الغرابة, قام العديد من الأجانب بزيارة المقهى. في الوقت نفسه, ينتقد البعض هذا المقهى من وجهة نظر حماية الحيوان.

### مقهى الخواريف
يوجد مقهى للأغنام في كوريا الجنوبية تم إنشاؤه عام 2011. هذا المقهى هو أول مقهى للأغنام في العالم به خروفان إسمهما سكر وعسل يُسمح بإطعامهم بعض الطعام. يمكن للناس مشاهدة الأغنام وهم يستمتعون بوجبتهم. ومع ذلك, لا يمكن للأغنام البقاء في المقهى خلال موسم الصيف بسبب مشكلة الطقس.

### مقهى الأرانب
يقع مقهى Rabbit في اليابان. لا تتجول معظم الأرانب مثل القطط والكلاب الأخرى في المقاهي ولكن غالبًا ما يتم الاحتفاظ بها في أقفاصها. ومع ذلك, يوفر هذا المقهى أحيانًا فرصة للتجول في مكان قريب مع الأرانب.

### مقهى العصافير
هناك عدة أنواع مختلفة من مقاهي الطيور في اليابان مثل البوم والببغاوات والصقور والصقور, إلخ. إنهم ليسوا خطرين ولا يهاجمون الناس لأنهم مدربون جيدًا من قبل الموظفين. يُظهر الموظفون للعملاء الطريقة التي يتعاملون بها مع الطيور ويطعمونها بطريقة آمنة. أيضًا, يمكن للناس التقاط صورة مع الطيور إذا حصلوا على إذن من الموظفين.

### مقهى الزواحف
يوجد في كمبوديا مقهى شهير للزواحف حيث يمكن للناس مشاهدة عدد من الأنواع المختلفة من الزواحف مثل السلاحف والثعابين والإغوانا والعناكب. يمكن للناس الاسترخاء وتناول الطعام والشراب والتعرف على عدد من الأنواع المختلفة من الزواحف في المقهى. يمكنهم أيضًا التقاط صور مع مجموعة متنوعة من الزواحف. افتتح المالك هذا المقهى في عام 2018 بإذن من وزارة الغابات ومصايد الأسماك والزراعة في كمبوديا. إنه يعتبر الرفق بالحيوان هو الشغل الشاغل في المقهى.

## الجدل
توجد اعتراضات ليست بقليلة من وجهة نظر حماية الحيوان. بعض الأمثلة أدناه.
يقول بعض خبراء الحيوانات إن مقاهي الحيوانات قد توفر بعض التأثيرات الإيجابية للحيوانات, لكن من المرجح أن تشجع الناس على شراء الحيوانات بدلاً من الاهتمام برعاية الحيوانات.
・ يجادل بعض الناس بأن الطريقة التي تدير بها مقاهي الحيوانات أعمالها ضارة جدًا بسلامة الحيوانات لأن بعض الحيوانات ليست مناسبة تمامًا لنمط الحياة في المقهى.
・ يعبر بعض زوار مقاهي الحيوانات في اليابان عن مخاوفهم بشأن سلامة الطيور ورفاهيتها.
・ يجادل نشطاء حقوق الحيوان اليابانيون أيضًا بأن مقاهي الطيور تسيء استخدام الطيور لتسلية البشر. نتيجة لذلك, أصدرت الحكومة اليابانية قانونًا أكثر صرامة لحماية الحيوان والذي يعزز القواعد الجديدة ويقيد ساعات التداول في مقاهي الحيوانات. تهدف اللوائح الأكثر صرامة إلى التأكد من أن تلك الحيوانات في المقاهي تتلقى معاملة بشرية ورعاية مناسبة.
حدثت بعض الحالات في العالم. ألقت الشرطة القبض على صاحب مقهى للقطط في تايلاند بسبب عصيانه على قانون حماية الحيوان. ماتت سبع قطط في المقهى الخاص به بسبب سوء رعاية السلامة أيضًا, يمكن العثور على مشكلة الرفاهية والسلامة في كوريا الجنوبية أيضًا. على سبيل المثال, لا تستطيع الحيوانات في المقاهي النوم حتى تغلق المقاهي الباب في وقت متأخر من الليل. تنشأ مشاكل سلامة الحيوانات هذه بسبب عدم وجود لوائح بشأن مقاهي الحيوانات في كوريا الجنوبية لأن مقاهي الحيوانات هي ظاهرة حديثة نسبيًا.
كانت هناك أيضًا بعض الحالات التي اشتكى فيها العملاء الذين أصيبوا بسبب الحيوانات في المقهى من سياسة السلامة عندما لا يتحمل أصحاب المقهى أي مسؤولية عن الإصابات.